# Dänïyar Kenjexanov
Dänïyar Kenjexanov (in kazako Дәнияр Кенжеханов?; 20 gennaio 1983) è un ex calciatore kazako, di ruolo attaccante.